# Е-25
Е-25 — динамически-подобный имитатор самолёта (ДПИС), разработанный российским предприятием ЭНИКС.

## Назначение
Динамически-подобный имитатор самолёта Е-25 предназначен для применения в качестве имитаторов целей самолётов типа F-16 Fighting Falcon и типа Jaguar GR1 в составе тренажёра при подготовке стрелков-зенитчиков ПЗРК «Игла», а также моделирования их силуэтов, угловых размеров, траекторий полёта и скоростей в масштабе 1:14-1:15.

## Решаемые задачи
- тренировка расчётов ПЗРК «Игла» в режиме реального времени;
- моделирование силуэтов самолётов вероятного противника;
- моделирование траектории полёта и скоростей полёта в заданном масштабе.

## Технические характеристики
Технические характеристики комплекса согласно данным производителя:
| Наименование                                                              | Показатели        |
| ------------------------------------------------------------------------- | ----------------- |
| Рабочий диапазон высот применения над уровнем подстилающей поверхности, м | 30, 70, 100 и 200 |
| Диапазон воздушных скоростей горизонтального полёта, км/ч                 | от 70 до 110      |
| Радиус применения, м                                                      | 1200              |
| Среднеквадратичная ошибка полёта по заданному маршруту, м                 | не более 50       |
| Продолжительность полёта в экономичном режиме, мин                        | не менее 60       |
| Время подготовки к старту из походного положения, мин.                    | не более 15       |
| Время подготовки к повторному вылету, мин.                                | не более 10       |
| Время зарядки бортовой аккумуляторной батареи, мин.                       | не более 60       |